# Rotacismo
O rotacismo (do grego ῥῶ, nome da letra Ρ [rho]) é uma modificação fonética que consiste na transformação de uma consoante de classe rótica. Geralmente se trata da mutação de uma consoante alveolar sonora (/z/, /d/, /l/ ou /n/) em r ([r]): o caso mais frequente é de [z] a [r].

## Rotacismo no latim
De acordo com o Dicionário Houaiss da Língua Portuguesa, foi a mudança do [s] que ocorreu no latim na posição intervocálica: flos 'flor' [nominativo] e flosem > florem [acusativo]. Essa mudança morfológica refere a substituição do [s] pelo [r] na posição inter vocálica que ocorreu no latim arcaico para o latim clássico, manifestada no latim clássico no (nominativo singular), honos/honoris, coexistindo com honor/honoris.

### Tabela da alteração desparardo latim antigo para o latim clássico
| Caso       | Pré-rotacismo (em latim antigo) | Rotacismo | Latim clássico | Tradução |
| ---------- | ------------------------------- | --------- | -------------- | -------- |
| Nominativo | amos                            | amos      | amor           | amor     |
| Genitivo   | amosis                          | amoris    | amoris         | amor     |
| Nominativo | honos                           | honos     | honos/-r       | honra    |
| Genitivo   | honosis                         | honoris   | honoris        | honra    |
| Nominativo | tempos                          | tempos    | tempus         | tempo    |
| Genitivo   | temposis                        | temporis  | temporis       | tempo    |
| Nominativo | flos                            | flos      | flos           | flor     |
| Genitivo   | flosis                          | floris    | floris         | flor     |

O rotacismo também ocorreu entre as características fonológicas do latim antigo em que estão as terminações casuais -os e -om (no latim posterior -us e -um), assim como a existência de ditongos como oi e ei (no latim posterior ū ou oe, e ī).
| Rotacismo       | Rotacismo | Rotacismo           | Rotacismo |
| Caso            |           | Latim clássco       | Tradução  |
| --------------- | --------- | ------------------- | --------- |
| Nominativo      | campos    | campus              | campo     |
| Genitivo plural | camposom  | camporum            | campo     |
| Nominativo      | caussa    | caussa, causa       | causa     |
| Genitivo plural | caussasom | caussarum, causarum | causa     |

## Rotacismo no Português

### Mudança fonética
Quando se fala em rotacismo como mudança fonética, trata-se de mudanças que ocorreram no latim clássico, ou na passagem do latim para o português. No caso abaixo, será exemplificado a mudança de l para r nas palavras latinas transladadas para o português, como nos grupos consonantais [pl], [fl] e [kl], [gl] e [bl] cujo [l], substituído o [l] por [r].
| Rotacismo | Rotacismo        |
| Latim     | Português padrão |
| --------- | ---------------- |
| placere   | prazer           |
| fluxu     | frouxo           |
| clavu     | cravo            |
| glute     | grude            |
| blandu    | brando           |

### Regionalismo
Há outros casos de rotacismo no campo fonético, considerados um traço da linguagem popular, sendo este fenômeno parte do conjunto de mudanças fonéticas conhecidas como metaplasmos (ex.: Cláudia > Cráudia", chiclete > "chicrete", planta > pranta, etc).